# Montastruc (Lot-et-Garonne)
Montastruc település Franciaországban, Lot-et-Garonne megyében. Lakosainak száma 233 fő (2022. január 1.). Montastruc Monbahus, Coulx, Monclar, Pinel-Hauterive, Tombebœuf és Villebramar községekkel határos.

## Népesség
A település népességének változása:
| Lakosok száma | 431  | 357  | 309  | 279  | 287  | 288  | 265  | 246  | 241  | 233  |
|               | 1968 | 1982 | 1990 | 2006 | 2013 | 2015 | 2017 | 2019 | 2020 | 2022 |